# 今川町 (横浜市)
今川町（いまがわちょう）は、神奈川県横浜市旭区の地名。「丁目」の設定のない単独町名である。住居表示未実施区域。

## 地理
旭区の中央部に位置し、北東に鶴ケ峰本町、南に四季美台、北に今宿東町、北西に今宿南町、西に中沢と接している。

### 河川
- 帷子川

## 歴史

### 沿革
- 1961年（昭和36年）11月1日 - 二俣川町、小高町の各一部から今川町を新設。横浜市保土ケ谷区今川町となる[5]。
- 1969年（昭和44年）10月1日 - 保土ケ谷区を再編し、旭区を新設。横浜市旭区今川町となる[6]。
- 1974年（昭和49年）3月15日 - 今川町の一部を分離し、今宿南町を新設[7]。
- 1996年（平成8年）10月21日 - 住居表示の実施に伴い、今川町の一部を分離し、中沢一丁目・二丁目を新設[8]。

### 町名の変遷
| 実施後 | 実施年月日                | 実施前（各町名ともその一部） |
| ------ | ------------------------- | ---------------------------- |
| 今川町 | 1961年（昭和36年）11月1日 | 二俣川町、小高町の各一部     |

## 世帯数と人口
2025年（令和7年）6月30日現在（横浜市発表）の世帯数と人口は以下の通りである。
| 町丁   | 世帯数  | 人口    |
| ------ | ------- | ------- |
| 今川町 | 603世帯 | 1,325人 |

### 人口の変遷
国勢調査による人口の推移。
| 年                 | 人口  |
| ------------------ | ----- |
| 1995年（平成7年）  | 1,110 |
| 2000年（平成12年） | 1,093 |
| 2005年（平成17年） | 1,109 |
| 2010年（平成22年） | 1,175 |
| 2015年（平成27年） | 1,334 |
| 2020年（令和2年）  | 1,376 |

### 世帯数の変遷
国勢調査による世帯数の推移。
| 年                 | 世帯数 |
| ------------------ | ------ |
| 1995年（平成7年）  | 361    |
| 2000年（平成12年） | 384    |
| 2005年（平成17年） | 384    |
| 2010年（平成22年） | 423    |
| 2015年（平成27年） | 450    |
| 2020年（令和2年）  | 494    |

## 学区
市立小・中学校に通う場合、学区は以下の通りとなる（2024年11月時点）。
| 番・番地等                       | 小学校               | 中学校               |
| -------------------------------- | -------------------- | -------------------- |
| 1〜34番地 48〜49番地 53〜54番地  | 横浜市立本宿小学校   | 横浜市立鶴ヶ峯中学校 |
| 35〜47番地 50〜52番地 55〜95番地 | 横浜市立今宿南小学校 | 横浜市立鶴ヶ峯中学校 |
| 96〜123番地                      | 横浜市立今宿南小学校 | 横浜市立旭中学校     |

## 事業所
2021年（令和3年）現在の経済センサス調査による事業所数と従業員数は以下の通りである。
| 町丁   | 事業所数 | 従業員数 |
| ------ | -------- | -------- |
| 今川町 | 28事業所 | 415人    |

### 事業者数の変遷
経済センサスによる事業所数の推移。
| 年                 | 事業者数 |
| ------------------ | -------- |
| 2016年（平成28年） | 26       |
| 2021年（令和3年）  | 28       |

### 従業員数の変遷
経済センサスによる従業員数の推移。
| 年                 | 従業員数 |
| ------------------ | -------- |
| 2016年（平成28年） | 296      |
| 2021年（令和3年）  | 415      |

## 施設
- 今川公園[18]

## その他

### 日本郵便
- 郵便番号 : 241-0033[3]（集配局：横浜旭郵便局[19]）

### 警察
町内の警察の管轄区域は以下の通りである。
| 番・番地等 | 警察署   | 交番・駐在所 |
| ---------- | -------- | ------------ |
| 全域       | 旭警察署 | 今宿交番     |

## 参考資料
- “横浜市町区域要覧” (PDF).   横浜市市民局 (2016年6月). 2023年6月6日閲覧。 “横浜市町区域要覧”

| スタブアイコン | サブスタブ | この項目は、まだ閲覧者の調べものの参照としては役立たない、神奈川県に関連した書きかけの項目です。この項目を加筆・訂正などしてくださる協力者を求めています（P:日本の都道府県/神奈川県）。 |